# Valentine (bande dessinée)
Pour les articles homonymes, voir Valentine.
Valentine est une série de bande dessinée humoristique créé en février 2005 par la dessinatrice française Anne Guillard. Elle met en scène une jeune femme d'un peu plus de vingt ans qui cherche nombre de choses pour une vie réussie, en particulier l'homme de sa vie.

## Volumes parus
1. Elle décoloration, Vents d'Ouest, 2005  (ISBN 2-7493-0204-8)[1].
2. Seule et Jolie, Vents d'Ouest, 2006  (ISBN 2-7493-0294-3)[2].
3. Rien dans ma vie !, Vents d'Ouest, 2007  (ISBN 978-2-7493-0353-6)[3].
4. 30 Millions de virus, Vents d'Ouest, 2008  (ISBN 978-2-7493-0476-2).